# Mbutu (Igunga)
Mbutu è una circoscrizione rurale (rural ward) della Tanzania situata nel distretto di Igunga, regione di Tabora. Conta una popolazione di 17 468 abitanti (censimento 2012).